# Григорий II Гика
Григорий II Гика (молд. Григорий II Гика; 1690—1752) — господарь Молдавского княжества в 1726—1733, 1735—1739, 1739—1741 и 1747—1748 годах.

## История
Один из двух господарей Молдовы, правивший с перерывами 4 раза:
- сентябрь 1726 — апрель 1733;
- ноябрь 1735 — сентябрь 1739;
- октябрь 1739 — сентябрь 1741;
- апрель 1747 — февраль 1748.